# Giro d’Italia 1960
Der 43. Giro d’Italia wurde in 23 Abschnitten und 3579 Kilometern vom 19. Mai bis zum 9. Juni 1960 ausgetragen und vom Franzosen Jacques Anquetil gewonnen. Von den 140 gestarteten Fahrern erreichten 97 das Ziel in Mailand.

## Verlauf
| Etappe | von             | nach            | km       | Gewinner                       | Maglia rosa      |
| ------ | --------------- | --------------- | -------- | ------------------------------ | ---------------- |
| 1      | Rom             | Neapel          | 212      | Dino Bruni                     | Dino Bruni       |
| 2      | Sorrent         | Sorrent         | 22 (EZF) | Romeo Venturelli               | Romeo Venturelli |
| 3      | Sorrent         | Campobasso      | 168      | Miguel Poblet                  | Jacques Anquetil |
| 4      | Campobasso      | Pescara         | 192      | Salvador Botella               | Jacques Anquetil |
| 5      | Pescara         | Rieti           | 218      | Gastone Nencini                | Jacques Anquetil |
| 6      | Terni           | Rimini          | 230      | Pierino Baffi                  | Jos Hoevenaers   |
| 7A     | Igea Marina     | Bellaria        | 5 (EZF)  | Miguel Poblet                  | Jos Hoevenaers   |
| 7B     | Bellaria        | Forlì           | 81       | Rik Van Looy                   | Jos Hoevenaers   |
| 8      | Forlì           | Livorno         | 206      | Rik Van Looy                   | Jos Hoevenaers   |
| 9A     | Livorno         | Carrara         | 93       | Emile Daems                    | Jos Hoevenaers   |
| 9B     | Cave di Carrara | Cave di Carrara | 2 (PZF)  | Jacques Anquetil Miguel Poblet | Jos Hoevenaers   |
| 10     | Carrara         | Sestri Levante  | 171      | Gastone Nencini                | Jos Hoevenaers   |
| 11     | Sestri Levante  | Asti            | 180      | Rik Van Looy                   | Jos Hoevenaers   |
| 12     | Asti            | Cervinia        | 176      | Aldo Kazianka                  | Jos Hoevenaers   |
| 13     | Saint-Vincent   | Mailand         | 225      | Jean Stablinski                | Jos Hoevenaers   |
| 14     | Seregno         | Lecco           | 68 (EZF) | Jacques Anquetil               | Jacques Anquetil |
| 15     | Lecco           | Verona          | 150      | André Darrigade                | Jacques Anquetil |
| 16     | Verona          | Treviso         | 110      | Roberto Falaschi               | Jacques Anquetil |
| 17     | Treviso         | Triest          | 147      | Dino Bruni                     | Jacques Anquetil |
| 18     | Triest          | Belluno         | 240      | Seamus Elliott                 | Jacques Anquetil |
| 19     | Belluno         | Trient          | 110      | Emile Daems                    | Jacques Anquetil |
| 20     | Trient          | Bormio          | 229      | Charly Gaul                    | Jacques Anquetil |
| 21     | Bormio          | Mailand         | 225      | Arrigo Padovan                 | Jacques Anquetil |

## Endstände
| Sieger      | Jacques Anquetil  | 94:03:54 h  |
| Zweiter     | Gastone Nencini   | + 0:28 min  |
| Dritter     | Charly Gaul       | + 3:51 min  |
| Vierter     | Imerio Massignan  | + 4:06 min  |
| Fünfter     | Jos Hoevenaers    | + 5:55 min  |
| Sechster    | Guido Carlesi     | + 6:28 min  |
| Siebter     | Arnaldo Pambianco | + 8:32 min  |
| Achter      | Diego Ronchini    | + 9:28 min  |
| Neunter     | Edouard Delberghe | + 12:29 min |
| Zehnter     | Agostino Coletto  | + 13:10 min |
| Bergwertung | Rik Van Looy      |             |
| Zweiter     | Imerio Massignan  |             |
| Dritter     | Gastone Nencini   |             |
| Teamwertung | Ignis             |             |